# Свети Симеон Стълпник (Егълница)
„Свети Симеон Стълпник“ е българска църква в село Егълница, община Ковачевци, област Перник.

## Архитектурни и художествени особености
Църквата е каменна, еднокорабна, едноапсидна, триконхална псевдобазилика с размери 13,5 х 7,5 м. Ориентацията ѝ е запад-изток, като на източната стена е разположена олтарната апсида. Покривът с двускатен. Върху сляпата арка на изток се забелязват остатъци от художествена украса. Храмът има прозорци на всяка конха, а също и малки, тесни прозорчета над олтара и по южната и северната страни. Вратите са две – от север и запад. Над северната врата е изографисано лошо запазено изабражение свети Симеон Стълпник. При последвали ремонти са доизградени по три подпори във вид на контрафорси на южната и северната страна, които придават на сградата специфичен вид. Пак с цел укрепване, църквата отвсякъде е опасана с метални шини. Над западната врата са взидани две плочи с надписи. На съвременен български език първият от тях гласи:
„+ 1846 година от Христа, месец април, ден 26 в Егълбница кага се заправи църквата. Първи настоятел Велин, Анто; от Дебели лаг Поп Стойко, Любен, Рано; от Поцърненци Здравко; от Калища Стоян, Георги от Дебели лаг Алексия Поп Ран...А Стойков + "
Църквата носи името на Свети Симеон Стълпник. Църквата почита паметта на светеца на 1 септември, в деня на църковното новолетие. Същия ден се почита и паметта на преподобна Марта, майка на св. Симеон.